# Hiri Motu
Hiri Motu, cũng được gọi là Police Motu, Pidgin Motu, hay chỉ Hiri, là một ngôn ngữ chính thức của Papua New Guinea. Nó là dạng đơn giản hóa của tiếng Motu, một ngôn ngữ Nam Đảo.
Dù hoàn toàn không phải là một pidgin hay một creole, Hiri Motu mang một số đặc điểm của hai dạng ngôn ngữ này. Sự khác biệt ngữ âm và ngữ pháp làm người nói Hiri Motu không thể hiểu tiếng Motu thường. Tuy vậy, từ vựng của cả hai rất giống nhau, và Hiri Motu vẫn duy trì hệ thống cú pháp ngôn ngữ Nam Đảo cơ bản, dù đã được đơn giản đi.
Hiện nay, ngay ở những vùng mà Hiri Motu từng là lingua franca, việc sử dụng thứ tiếng này đang giảm đi, thay vào đó là Tok Pisin và tiếng Anh.

## Âm vị
|           |           | Môi | Chân răng | Ngạc mềm | Thanh hầu |
| --------- | --------- | --- | --------- | -------- | --------- |
| Tắc       | vô thanh  | p   | t         | k        |           |
| Tắc       | hữu thanh | b   | d         | ɡ        |           |
| Xát       | Xát       | v   | s         |          | h         |
| Mũi       | Mũi       | m   | n         |          |           |
| Rung      | Rung      |     | r         |          |           |
| Cạnh lưỡi | Cạnh lưỡi |     | l         |          |           |
| Tiếp cận  | Tiếp cận  | w   |           |          |           |

Những âm vị nguyên âm là /i ɛ a ɔ u/.